# Гай Ветурий Крас Цикурин
Гай Ветурий Крас Цикурин (на латински: Gaius Veturius Crassus Cicurinus) e политик на Римската република през 4 век пр.н.е.
През 377 пр.н.е. и 369 пр.н.е. той е консулски военен трибун с още пет колеги.